# Carole Tarlington
 (septembre 2023).
La mise en forme du texte ne suit pas les recommandations de Wikipédia : il faut le « wikifier ».
Les points d'amélioration suivants sont les cas les plus fréquents. Le détail des points à revoir est peut-être précisé sur la page de discussion.
- Les titres sont pré-formatés par le logiciel. Ils ne sont ni en capitales, ni en gras.
- Le texte ne doit pas être écrit en capitales (les noms de famille non plus), ni en gras, ni en italique, ni en « petit »…
- Le gras n'est utilisé que pour surligner le titre de l'article dans l'introduction, une seule fois.
- L'italique est rarement utilisé : mots en langue étrangère, titres d'œuvres, noms de bateaux, etc.
- Les citations ne sont pas en italique mais en corps de texte normal. Elles sont entourées par des guillemets français : « et ».
- Les listes à puces sont à éviter, des paragraphes rédigés étant largement préférés. Les tableaux sont à réserver à la présentation de données structurées (résultats, etc.).
- Les appels de note de bas de page (petits chiffres en exposant, introduits par l'outil «  Source ») sont à placer entre la fin de phrase et le point final[comme ça].
- Les liens internes (vers d'autres articles de Wikipédia) sont à choisir avec parcimonie. Créez des liens vers des articles approfondissant le sujet. Les termes génériques sans rapport avec le sujet sont à éviter, ainsi que les répétitions de liens vers un même terme.
- Les liens externes sont à placer uniquement dans une section « Liens externes », à la fin de l'article. Ces liens sont à choisir avec parcimonie suivant les règles définies. Si un lien sert de source à l'article, son insertion dans le texte est à faire par les notes de bas de page.
- La présentation des références doit suivre les conventions bibliographiques. Il est recommandé d'utiliser les modèles {{Ouvrage}}, {{Chapitre}}, {{Article}}, {{Lien web}} et/ou {{Bibliographie}}. Le mode d'édition visuel peut mettre en forme automatiquement les références.
- Insérer une infobox (cadre d'informations à droite) n'est pas obligatoire pour parachever la mise en page.

Pour une aide détaillée, merci de consulter Aide:Wikification.
Si vous pensez que ces points ont été résolus, vous pouvez retirer ce bandeau et améliorer la mise en forme d'un autre article.
Carole Tarlington est une directrice de casting, autrice, coach de théâtre, agent artistique et consultante en théâtre australienne et canadienne.
Elle est surtout connue comme cofondatrice du Vancouver Youth Theatre,, propriétaire de l'agence artistique Tarlington Talent,,, et fondatrice de Tarlington Training, une école pour jeunes acteurs,. Elle a lancé la carrière de plusieurs acteurs célèbres dont Ryan Reynolds. Avec ses étudiants, Carole a créé des pièces de théâtre qui ont fait des tournées à travers le Canada. Elle est également co-autrice de plusieurs manuels sur le théâtre.

## Enfance et éducation
Née en Australie, Carole Tarlington travaille d'abord à Sydney, avec Errol Bray, au Shopfront Theatre. Charlotte Harvey parle de sa rencontre avec Tarlington dans son livre Exploring Social Responsibility through Playbuilding with Middle School Drama Club Students. Carole poursuit ses études au Canada et obtient un baccalauréat et une maîtrise en éducation à l'Université de Victoria, ce qui lui permet de co-fonder le Vancouver Youth Theatre en 1983, et d'en devenir la directrice artistique.

## Carrière
Carole Tarlington crée Tarlington Talent, une agence qui représente de jeunes acteurs de théâtre, de cinéma et de télévision. Elle prend sous son aile de nombreux jeunes talents, dont beaucoup la mentionnent dans des interviews,,.
Avec ses jeunes étudiants, Carole développe des scénarios, notamment pour Kids’ Rights et Immigrant Children Speak. L'un de ses autres projets consiste à inviter des étudiants âgés de 9 à 18 ans, intéressés par le théâtre, le chant et la danse, à se réunir dans des cours d'un an, pour créer une comédie musicale basée sur Who Am I, écrite par Chip Fields, concept et musique d'Erna Maurer et de Wise Owl Productions de Los Angeles, Californie.[réf. nécessaire] Le spectacle se produit au Centre culturel de Vancouver-Est avec le soutien de Chevron Canada, Bootlegger et la Direction des services culturels de la Colombie-Britannique du ministère du Secrétaire provincial et des Services gouvernementaux.[réf. nécessaire]
En 1995, Carole Tarlington lance Tarlington Training, un studio pour jeunes acteurs professionnels,,. Les campus se trouvent en Colombie-Britannique à plusieurs endroits : Vancouver, Surrey et Maple Ridge. Acteurs Richard Ian Cox et Cameron Bancroft enseignent l'art de jouer aux côtés de Carole. Parmi les étudiants notables se trouvent la cascadeuse et actrice Katie Stuart, l'auteur-compositeur-interprète Lisa Schettner, et Trevor Roberts de la série télévisée Helstrom.
Plus tard, Carole Tarlington confie la direction générale de son studio à Peter Grasso.
Carole publie un livre intitulé I Wanna Be An Actor, dans lequel elle donne des conseils pratiques aux acteurs, enfants et adolescents, ainsi qu'à leurs parents.

## Prix et distinctions
- 2016 : intronisée au BC Entertainment Hall of Fame à Vancouver[21],[22].

## Vie privée
Carole Tarlington vit avec son partenaire, Wendy Grant[réf. nécessaire].
Carole est donatrice à The Cultch, le centre culturel de Vancouver, qui organise des spectacles uniques et diversifiés.

## Filmographie

### Cinéma
| Année | Titre                                                 | Rôle                               | Remarques     |
| ----- | ----------------------------------------------------- | ---------------------------------- | ------------- |
| 1986  | Differences                                           | Directeur de casting               | Court métrage |
| 1999  | La Passion solitaire de Petar l'éleveur de cochons    | Directeur de casting               | Court métrage |
| 1999  | Le Tarif                                              | Directeur de casting               | Court métrage |
| 1999  | Mieux que le chocolat                                 | Département de casting à Vancouver |               |
| 2000  | protection                                            | Ajout d'une équipe de casting      |               |
| 2001  | Après                                                 | Directeur de casting               |               |
| 2001  |                                                       | Directeur de casting               |               |
| 2001  | Les frères rhinocéros                                 | Directeur de casting               |               |
| 2002  | Tolérance zéro                                        | Directeur de casting               | Court métrage |
| 2002  | Tribu de Joseph                                       | Directeur de casting               |               |
| 2003  | Pourquoi les enfants Anderson ne sont pas venus dîner | Directeur de casting               | Court métrage |
| 2004  | En direction de la plage                              | Directeur de casting               |               |
| 2006  | Le garçon le plus triste du monde                     | Directeur de casting               | Court métrage |
| 2016  | Obsession                                             | Producteur                         |               |

### Télévision
| Année     | Titre                                            | Rôle                                                     | Remarques     |
| --------- | ------------------------------------------------ | -------------------------------------------------------- | ------------- |
| 1999-2003 | Cold Squad, brigade spéciale                     | Département de casting à Vancouver, directeur de casting |               |
| 2001      | Les non-professionnels                           | Directeur de casting                                     |               |
| 2001      | Soirée Chantée Au Saumon                         | Directeur de casting                                     | Court métrage |
| 2001      | ICE : Au-delà du cool                            | Directeur de casting                                     |               |
| 2002      | Jinnah – Sur le crime : Pizza 911                | Directeur de casting                                     |               |
| 2002      | Le télescope                                     | Directeur de casting                                     | Court métrage |
| 2002      | Sainte Monique                                   | Directeur de casting                                     |               |
| 2002      | L'enfant de la société                           | Directeur de casting                                     |               |
| 2003      | Jinnah : On Crime – Chevalier Blanc, Veuve Noire | Directeur de casting                                     |               |
| 2004      | Renegadepress.com                                | Directeur de casting                                     |               |
| 2001-2005 | Edgemont                                         | Directeur de casting                                     |               |
| 2015      | Les chaussures vertes                            | Producteur                                               | Court métrage |
| 2015      | Le secret de Charlie                             | Producteur exécutif                                      | Court métrage |
| 2016      | coupure électrique                               | Producteur                                               | Court métrage |

## Publications
- Carole Tarlington et Patrick Verriour, Offstage: Elementary Education Through Drama, Oxford University Press, 1983 (ISBN 0195404084)
- Patrick Verriour et Carole Tarlington, Drama for Understanding: Teaching Social Studies through Role Drama, 1984
- Margaret Early et Carole Tarlington, Offstage: Informal Drama in Language Learning
- Tarlington, « "Dear Mr. Piper...": Using Drama to Create Context for Children's Writing », Theory into Practice, vol. 24, no 3,‎ 1985, p. 199–204 (ISSN 0040-5841, lire en ligne)
- Carole Tarlington et Patrick Verriour, Role Drama, 1991 (lire en ligne)
- Carole Tarlington, Building Plays by Carole Tarlington, Heinemann Drama, 1er janvier 1771 (ISBN 1551380536, lire en ligne)
- Carole Tarlington, So You Wanna Be An Actor